# Німеччина на зимових Олімпійських іграх 1932
Німеччина брала участь на третіх зимових Олімпійських іграх 1932 року у місті Лейк-Плесід (США). Збірну країни представляли 20 спортсменів (усі чоловіки) у 3 видах спорту. Прапороносцем на церемонії відкриття був хокеїст Мартін Шреттль. Німецькі спортсмени здобули дві бронзові медалі.

## Медалісти
| Медаль | Ім'я | Вид спорту | Дисципліна         |
| ------ | --- | ---------- | ------------------ |
| Бронза | Ганс Кіліан Макс Людвіг Ганс Мельгорн Себастьян Губер                                                                                                 | Бобслей    | Четвірки, чоловіки |
| Бронза | Чоловіча збірна з хокеюРуді Баль Альфред Гайнріх Еріх Геркер Густав Янеке Вальтер Ляйнвебер Еріх Ремер Мартін Шреттль Марквардт Слевогт Георг Штробль | Хокей      |                    |

## Бобслей
| След  | Спортсмени                                                            | Дисципліна         | Заїзд 1 | Заїзд 1 | Заїзд 2 | Заїзд 2 | Заїзд 3 | Заїзд 3 | Заїзд 4 | Заїзд 4 | Всього  | Всього |
| След  | Спортсмени                                                            | Дисципліна         | Час     | Місце   | Час     | Місце   | Час     | Місце   | Час     | Місце   | Час     | Місце  |
| ----- | --------------------------------------------------------------------- | ------------------ | ------- | ------- | ------- | ------- | ------- | ------- | ------- | ------- | ------- | ------ |
| GER-1 | Ганс Кіліан Себастьян Губер                                           | двійки, чоловіки   | 2:15.27 | 5       | 2:11.08 | 6       | 2:05.82 | 4       | 2:03.19 | 5       | 8:35.36 | 5      |
| GER-2 | Вернер Гут Макс Людвіг                                                | двійки, чоловіки   | 2:11.53 | 2       | 2:11.58 | 7       | 2:11.32 | 9       | 2:10.62 | 10      | 8:45.05 | 7      |
| GER-1 | Ганс Кіліан Макс Людвіг Ганс Мельгорн Себастьян Губер                 | четвірки, чоловіки | 2:03.11 | 3       | 2:01.34 | 3       | 1:58.19 | 2       | 1:57.40 | 3       | 8:00.04 | 3      |
| GER-2 | Вальтер фон Мумм Гассо фон Бісмарк Герхард фон Гессерт Георг Гісслінг | четвірки, чоловіки | 2:11.59 | 7       | 2:11.72 | 6       | 2:07.89 | 6       | 2:04.25 | 7       | 8:35.45 | 7      |

## Фігурне катання
| Спортсмени | Змагання                  | ОП    | ВК    | Разом  | Разом  | Разом          |
| Спортсмени | Змагання                  | Місце | Місце | Places | Бали   | Фінальне місце |
| ---------- | ------------------------- | ----- | ----- | ------ | ------ | -------------- |
| Ернст Баєр | чоловіче одиночне катання | 6     | 5     | 35     | 2334.8 | 5              |

## Хокей
| Команда   | І | Пер | Н | Пор | Ш  | О  |
| --------- | - | --- | - | --- | -- | -- |
| Канада    | 6 | 5   | 0 | 1   | 32 | 4  |
| США       | 6 | 4   | 1 | 1   | 27 | 5  |
| Німеччина | 6 | 2   | 4 | 0   | 7  | 26 |
| Польща    | 6 | 0   | 6 | 0   | 3  | 34 |

Поєдинки
| 4 Feb  | Німеччина | 2:1 (0:0,1:1,1:0) | Польща    |
| 6 Feb  | Канада    | 4:1 (2:0,2:0,0:1) | Німеччина |
| 7 Feb  | США       | 7:0 (3:0,2:0,2:0) | Німеччина |
| 8 Feb  | Канада    | 5:0 (2:0,1:0,2:0) | Німеччина |
| 10 Feb | США       | 8:0 (2:0,2:0,4:0) | Німеччина |
| 13 Feb | Німеччина | 4:1 (0:0,2:1,2:0) | Польща    |